# Weedon Bec
Weedon Bec is een civil parish in het bestuurlijke gebied Daventry district, in het Engelse graafschap Northamptonshire met 2706 inwoners.

## Geboren
- Leo G. Carroll (1886-1972), acteur